# 吉兼聡

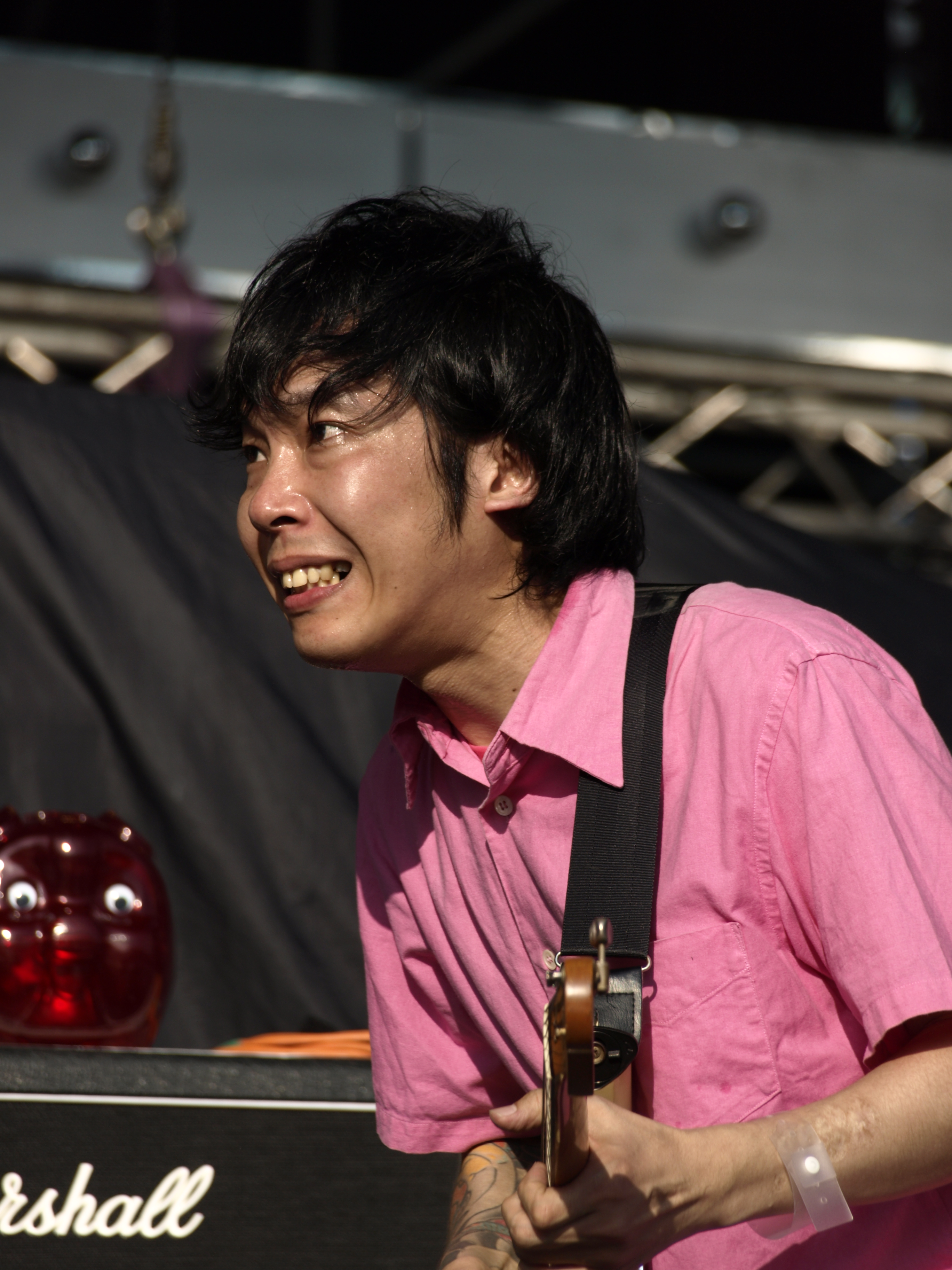
「Music Terminals 2009」にて（2009年8月1日）

吉兼 聡（よしかね そう、1974年8月6日 - ）は、宮崎県出身のギタリスト。愛称「カシオマン」。

## 略歴
18歳からギターを始める。バンドKICK'N THE LION（1995年結成・2002年解散）メンバー、ルミナスオレンジのサポートメンバーを経て、現在はZAZEN BOYSで活動。

## 人物
- 右腕全体に刺青を施している。
- ギターは主にフェンダー・ストラトキャスターを使用。
- ライブでよく見せる独特のダンスがあり、「カシオダンス」と呼ばれている。
- 「ASOBI」のPVでは、ビッグマンのボトルを振っている。
- 愛唱歌は長渕剛の「西新宿の親父の唄」と徳永英明の「恋人」である。
- 温泉巡りと読書を嗜む。